# Roland Blum

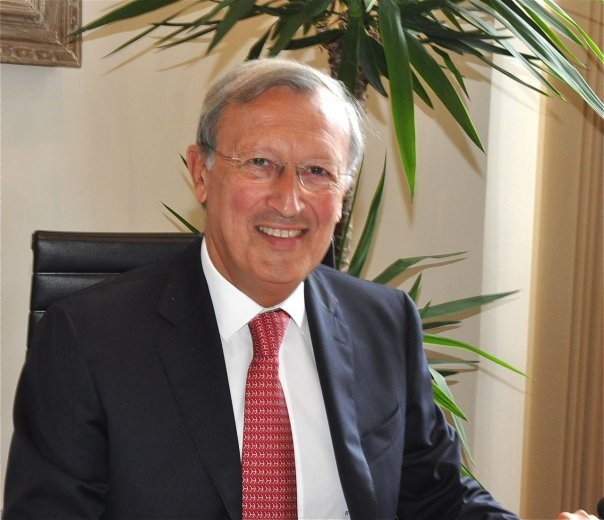
Roland Blum

Roland Blum (* 12. Juli 1945 in Les Pennes-Mirabeau) ist ein französischer Politiker. Er war von 1986 bis 2012 Abgeordneter der Nationalversammlung.
Blum arbeitete als Anwalt, als er 1979 in den Generalrat des Départements Bouches-du-Rhône eintrat. 1983 wurde er auch in den Gemeinderat der Stadt Marseille gewählt. Bei der Europawahl 1984 gelang ihm auch die Wahl ins Europäische Parlament, das er 1987 jedoch vor Ende der Legislaturperiode wieder verließ. Bei den Parlamentswahlen 1986 zog der Gaullist über eine Liste ins Parlament ein. Zwei Jahre später verteidigte er sein Mandat im ersten Wahlkreis des Départements Bouches-du-Rhône, nachdem die Verhältniswahl von der Mehrheitswahl abgelöst wurde. Als Abgeordneter wurde er außerdem 1993, 1997, 2002 und 2007 wiedergewählt, zuletzt als Mitglied der 2002 gegründeten UMP. Von 2001 bis 2008 war er neben seiner Abgeordnetentätigkeit Bürgermeisters des 11. und 12. Arrondissements von Marseille. Bei den Wahlen 2012 plante er zunächst eine erneute Kandidatur, verzichtete aber schließlich zugunsten von Valérie Boyer, die zuvor den achten Wahlkreis von Bouches-du-Rhône im Parlament vertrat.